# Nils Wachtmeister (1923–2003)
För andra betydelser, se Nils Wachtmeister.
Nils Erik Gustaf Wachtmeister, född 7 april 1923 i Stockholm, död 18 augusti 2003 i Stockholm, var en svensk greve och militär (överste).

## Biografi
Wachtmeister avlade studentexamen vid Lundsbergs skola 1941 och officersexamen i flygvapnet 1944. Han genomgick Flygkrigshögskolans stabskurs 1950 och Försvarshögskolan 1961. Wachtmeister befordrades till överstelöjtnant 1956 och överste 1966. Han var militärassistent vid flygförvaltningen 1950–1956, kurschef vid Flygkrigshögskolan 1956–1957, flygchef vid F 11 Nyköping 1957–1960, ställföreträdande chef för flygstabens operationsavdelning 1960–1963, gruppchef vid flygstabens systeminspektör 1963–1965 och chef för flygförvaltningens försökscentral i Malmslätt från 1966.
Wachtmeister var styrelseledamot i Föreningen Gamla Lundsbergare 1953–1963 och ordförande 1956–1963. Han havererade med ett Saab 32 Lansen den 25 augusti 1960, utanför Gotland. De blev undsatta av fartyget Merida.
Nils Wachtmeister var son till godsägaren, greve Shering Wachtmeister och Margaretha Huitfeldt. Han var halvbror till Ian Wachtmeister och Tom Wachtmeister.  Han var gift första gången 1946-1967 med Ingrid Bergström (född 1927), dotter till polissekreteraren Daniel Bergström och Emilie Berlin-Engeström. Han gifte sig andra gången 1967 med Kerstin Lindberg (född 1932), dotter till bokhandlaren Einar Franzén och Gerda Asp. Wachtmeister är far till Ted (född 1948), Henriette (född 1951) och Niklas (född 1954).

## Utmärkelser
- Riddare av Svärdsorden, 1962.[4]
- Kommendör av första klass av Svärdsorden, 3 december 1974.[5]